# 石清水八幡宮駅
石清水八幡宮駅（いわしみずはちまんぐうえき）は、京都府八幡市八幡高坊にある、京阪電気鉄道京阪本線の駅。駅番号はKH26。
本項では、鋼索線（石清水八幡宮参道ケーブル）のケーブル八幡宮口駅（ケーブルはちまんぐうぐちえき、駅番号はKH80）についても説明する。

## 概要
石清水八幡宮へ向かう石清水八幡宮参道ケーブルとの乗り換え駅であるとともに、駅前にバスターミナルが設けられている。しかし、八幡市内のバス路線の多くが大阪府枚方市北部にある樟葉駅を拠点としていることに加え、八幡市の人口重心となっている男山団地が同駅寄りにあるため、当駅の乗降客数は樟葉駅の約6分の1程度に留まっている。
当駅は急行停車駅であり、大阪方面に毎日2本、京都方面に平日3本・土休日7本の急行が停車する。また、京都競馬場での競馬開催日に臨時列車として淀発中之島行きの急行が運転されることもある。
また、毎年1月1日から3日間の正月ダイヤでは、当駅が最寄りの石清水八幡宮や、伏見稲荷駅が最寄りの伏見稲荷大社などへの参拝客をさばいて急行が日中15分間隔で終日運転されている。

## 歴史
当駅は京阪線の開通とともに設置された駅で、樟葉駅が急行停車駅として整備される以前は拠点駅の一つだった。相対式ホーム2面のみで開業した。
次第に待避線が設置され、島式2面4線のホームを持つ地平駅となった。かつては上り待避線（1番線）から分岐する形で大阪方に留置用の側線を、京都方と大阪方にそれぞれ逆方向の渡り線を備え、当駅折り返しの列車（A急行など）も設定されていた。また1960 - 1980年代の大晦日から正月にかけては、待避線（1番線・4番線）に電車を停車させて『待合室電車』として利用された。
600V時代は、橋本変電所の改修工事の時や「正月・初午の臨時輸送対策」として留置用の側線に移動変電所181・182（3201・3202）が留置され、自社伏見変電所経由で送電された交流22kVを直流600Vに変電して本線のき電系統に送電していた。
しかし1976年（昭和51年）9月12日改正以降、基本的に日中は当駅で追い抜きは行われなくなり、当駅の待避線（1番線・4番線）の使用は限定的となった。2009年9月12日のダイヤ改定で手前の淀駅の下り線が高架化に伴い待避線が敷設されたため、当駅の下り待避線（4番線）は使用中止となった。長らく京阪本線の急行停車駅で唯一、エレベーターや多目的トイレなどのバリアフリー対策設備がない駅であり、駅改札内のトイレは京都行きホームの西端に汲み取り式トイレが設置されたのみで、駅前の公衆便所が水洗であることと比較しても駅設備として劣っていた。そのため、バリアフリー対策設備設置工事として4番線を撤去し、跡地東側に車椅子対応エレベーター・スロープ・水洗トイレ・多目的トイレが設置された。バリアフリー対応施設は2010年12月23日から使用開始し、併せて改札内のトイレも移設のうえ水洗化された。また、4番線跡地西側には有料駐輪場が造られた。これらの改修にあわせて駅舎の改修工事と照明器具のLED化も行われた。
上り待避線（1番線）は長らく土休日朝の淀止まりの急行のみ使用していたが、2013年（平成25年）3月改正で廃止され、2016年（平成28年）12月に1番線は使用中止になった。現在、1番線の線路は撤去され、ホームには柵が設けられている。その影響で看板の付け替えなどがあったがホーム番号の繰り上げはおこなわれていない。

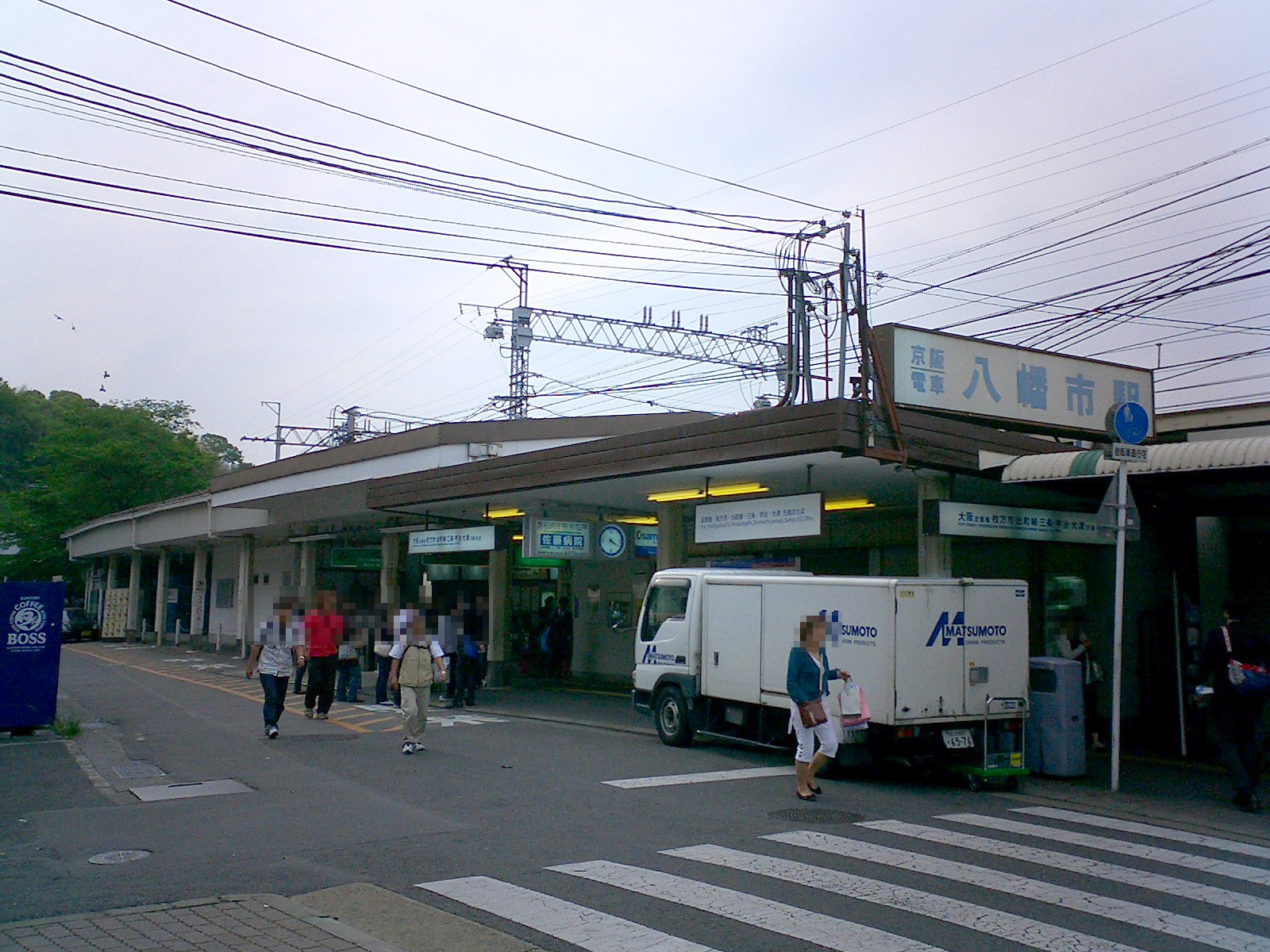
リニューアル前の駅舎（2007年5月）
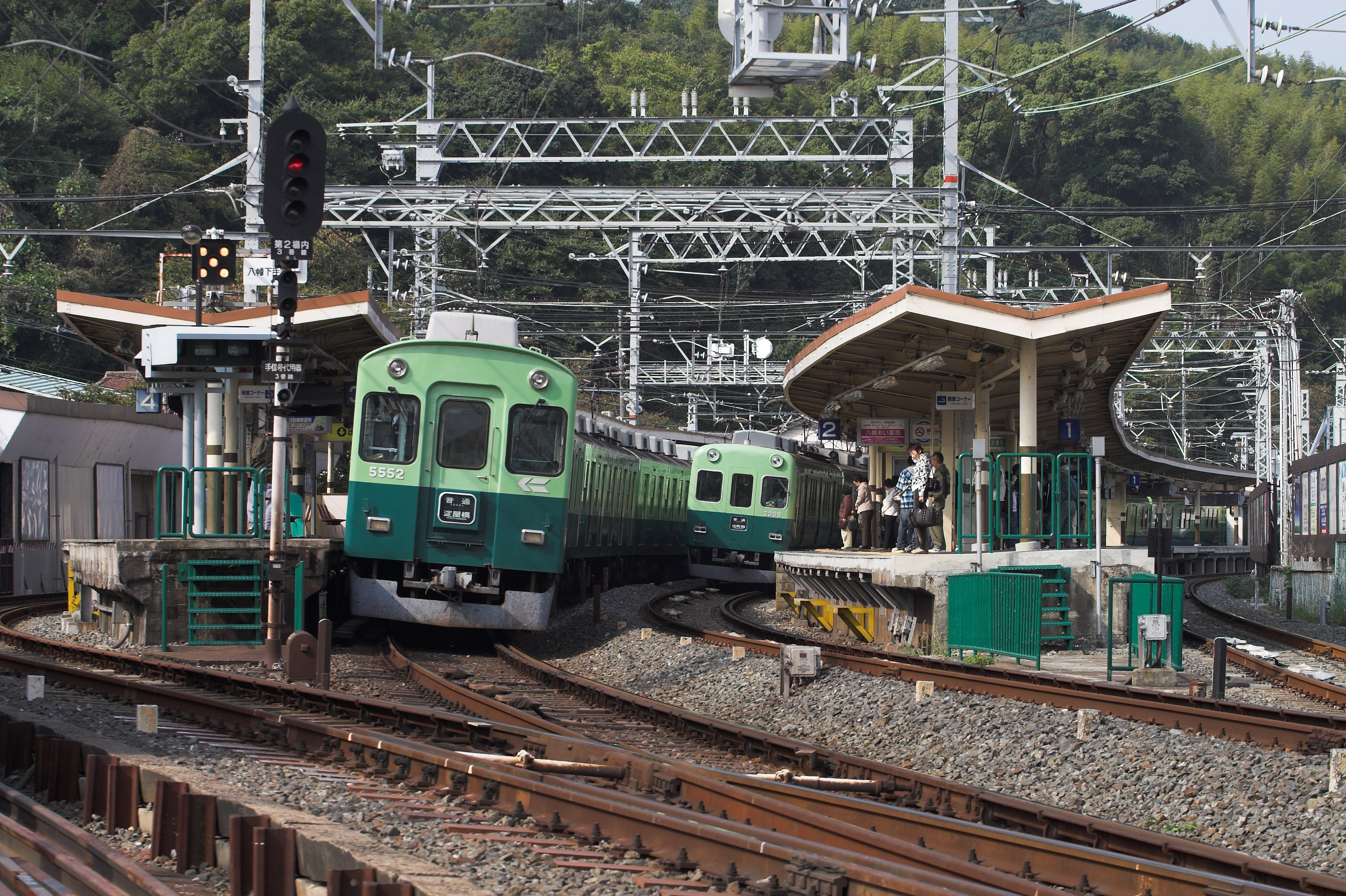
2面4線のホームだった頃の八幡市駅に停車中の電車（2006年10月）
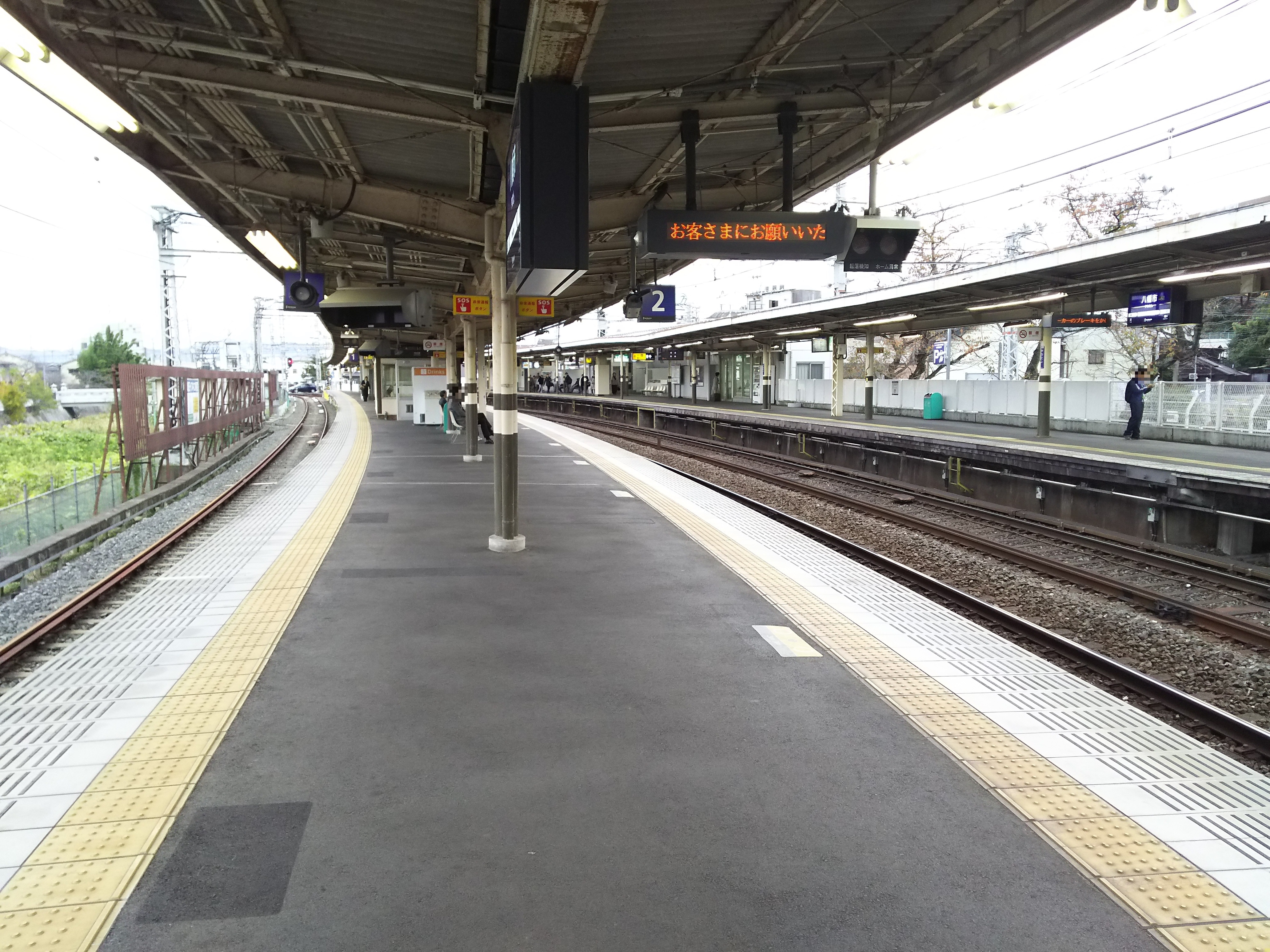
2面3線となった後のホーム（2016年11月）

### 年表
- 1910年（明治43年）4月15日：京阪本線開通と同時に八幡駅として開業。
- 1916年（大正5年）4月1日：急行停車駅となる。
- 1917年（大正6年）10月1日：大正大洪水で京阪線浸水で運休、同月14日駅再開[9]。
- 1926年（大正15年）6月22日：男山索道の八幡口駅開業。
- 1928年（昭和3年）5月28日：社名変更により八幡口駅は男山鉄道の駅となる。
- 1934年（昭和9年）9月21日：室戸台風が来襲、停電で全線不通。同月27日運転再開[10]。
- 1935年（昭和10年） 8月11日：宇治川が氾濫で浸水して、中書島駅 - 枚方東口駅(現・枚方市駅)間が不通。8月13日運転再開[10]。
- 1939年（昭和14年）12月25日：京阪本線の駅が石清水八幡宮前駅に改称[11]。
- 1943年（昭和18年）10月1日：京阪本線の駅が会社合併により京阪神急行電鉄（阪急電鉄）の駅となる。
- 1944年（昭和19年）2月11日：男山鉄道が資材供出のため廃止。
- 1948年（昭和23年）1月1日：京阪本線の駅が八幡町駅に改称[11]。
- 1949年（昭和24年）
  - 8月1日：京阪線ダイヤ改定で準急停車・急行通過[12]。
  - 12月1日：会社分離により京阪電気鉄道の駅となる。
- 1953年（昭和28年）9月26日：台風13号により、宇治川-木津川の間の築堤区間の法面崩壊とそれに伴う伏見変電所から橋本変電所への送電線の切断で停電で運休。10月1日より当駅-淀間を単線で仮復旧で駅再開[13]。
- 1954年（昭和29年）2月1日：前年の台風13号で被災し単線で運行再開した区間が複線に仮復旧、修復工事完成は同年5月1日[14]
- 1955年（昭和30年）12月3日：京阪電気鉄道の鋼索線が改めて開業（男山駅）[15][16]。急行の停車が復活[17]。
- 1956年（昭和31年）3月10日：スピードアップのためホームを改築[11]。
- 1957年（昭和32年）1月1日：鋼索線の男山駅を八幡町駅に名称統一し、駅を統合[16]。
- 1961年（昭和36年）
  - 8月15日：下りホームと男山ケーブルのホームとの連絡通路開設[11]。
  - 9月16日：第2室戸台風により16時30分より京阪線・鋼索線、運転停止、翌17日午後3時より運転再開[18]。
- 1969年（昭和44年）8月10日：列車接近自動放送装置を新設、使用開始[19]。
- 1969年（昭和44年）：バス乗り場を路線拡充対策として鋼索線駅舎前より現在の観光案内所付近に移設。
- 1977年（昭和52年）11月1日：八幡町の市制施行に併せて駅名を八幡市駅に改称[11]。
- 1983年（昭和58年）
  - 4月7日：改札口を移設、使用開始[11]。
  - 4月8日：駅前バスターミナル完成。京阪バス乗り入れ開始[20]。
- 1985年（昭和60年）12月25日：3番線（大阪行本線）に転落検知マットを設置[21]。
- 1987年（昭和62年）6月1日：急行の8連化に併せてホーム延長、使用開始。この際に側線と京都方の渡り線が撤去される。
- 1991年（平成3年）6月：京都行ホームの待合室を冷房化[22]。
- 1992年（平成4年）5月：大阪行ホームに冷房付き待合室を設置[23]。
- 1999年（平成11年）6月3日：駅前にコンビニ「アンスリー」開業[24]。
- 2003年（平成15年）9月6日：京阪本線ダイヤ改定。日中の急行・直通普通がなくなったので、この時間帯は準急のみの停車となった。事実上、朝夕以外は速達列車が当駅に止まらなくなる。
- 2006年（平成18年）4月16日：京阪本線ダイヤ改定。日中の京阪間直通普通が復活したので、この時間帯の普通列車停車が復活。また土曜・休日朝夕の京阪間直通急行が増加したため、当駅に停車する急行が増えた。
- 2008年（平成20年）
  - 2月：ホーム異常通報装置・新設[25]。
  - 10月19日：京阪本線ダイヤ改定。急行が早朝・深夜を除き運転されなくなり、ほぼ準急停車駅と大差ない列車停車本数となる。
- 2009年（平成21年）9月12日：ダイヤ改定により4番線を廃止（線路は撤去され、線路跡にエレベーターの設置工事が開始され、工事資材が仮置き場や工作機器の搬入路に使用される）[7]。
- 2010年（平成22年）12月23日：エレベーターと水洗トイレ・多目的トイレを設置、使用開始[26][8]。
- 2011年（平成23年）3月：駅のリニューアル工事完成。
- 2012年（平成24年）8月14日：集中豪雨・落雷で、京阪本線冠水・鋼索線土砂崩れで始発より運休、京阪線は当日中に復旧するも、鋼索線は8月中は復旧工事で運休[27]。
- 2014年（平成26年）3月31日：3番ホーム下の足下灯を蛍光灯からLEDの点滅式に更新[28]。
- 2015年（平成27年）4月1日：改札口西側に24時間利用可能な駐輪場「チャリピ京阪八幡市駅前」開設[29]。
- 2016年（平成28年）
  - 3月19日：ダイヤ改正で日中の普通電車の運用がなくなり、この時間帯は準急のみ停車となった。
  - 12月：1番線と非常渡り線を廃止 （2017年にいずれも撤去）。
- 2019年（令和元年）10月1日：駅を再分離し、再分離と同時に京阪本線の駅は石清水八幡宮駅へ、鋼索線の駅はケーブル八幡宮口駅へそれぞれ改称[30][31]。分離と同時に鋼索線にも駅ナンバリングが付与され、また京阪全体の駅数は1つ増加した。

## 駅構造
両駅ともに同じ京阪の駅であり、なおかつ至近距離にありながら、京阪本線と鋼索線はそれぞれ別々に駅を構えている。これは、鋼索線が京阪本線とは別の鉄道会社（男山索道→男山鉄道）であった頃の名残であり、戦時中の廃止を経て京阪鋼索線として再開業した後もそのままになっている。なお、1957年に両駅は名称上統合されたが（2019年に再分離）、駅舎は統合されず別々のままであった。このため、乗り換えの際には一度改札から出場しなければならない。

### 京阪本線（石清水八幡宮駅）
相対式ホーム2面2線を持つ地上駅。駅舎は上屋をテント化してライトアップする事によりエジソンが発明した白熱電球をイメージしている。コンコース及びトイレの壁面の一部はタイル面に緑色のLED照明を当てる事により、八幡の竹をイメージしている。イメージ演出や省電力化についてはパナソニックグループと京阪が共同で検討し、照明機器としてLED照明が150台が設置されている。これら一連の工事は2011年3月に完了した。
凹形に湾曲している大阪行きの3番ホームの下には転落検知マットやLEDの足下灯が設置されている。
駅舎（改札口）は下り線の南側東寄りにあり、下り線西側には初詣・初午での石清水八幡宮への参拝客用の臨時改札（出口専用）もある。但し、ここの臨時改札口を使ってPiTaPaやICOCAで出場する場合、簡易型の専用改札機を使用することになる。駅舎と上り線ホームへは地下道で連絡している。

#### のりば
| 番線 | 路線      | 方向 | 行先                 |
| ---- | --------- | ---- | -------------------- |
| 2    | ■京阪本線 | 上り | 三条・出町柳方面     |
| 3    | ■京阪本線 | 下り | 淀屋橋・中之島線方面 |

付記事項
- 2番線が上り線、3番線が下り線である。かつては待避線として1番線と4番線があったが現在は撤去されている。ホーム番号の繰り上げはおこなわれていない。
- いずれのホームも有効長は8両となっているが、線形の関係でホームがカーブしている。
- 発車メロディが3番線のみ導入されている。

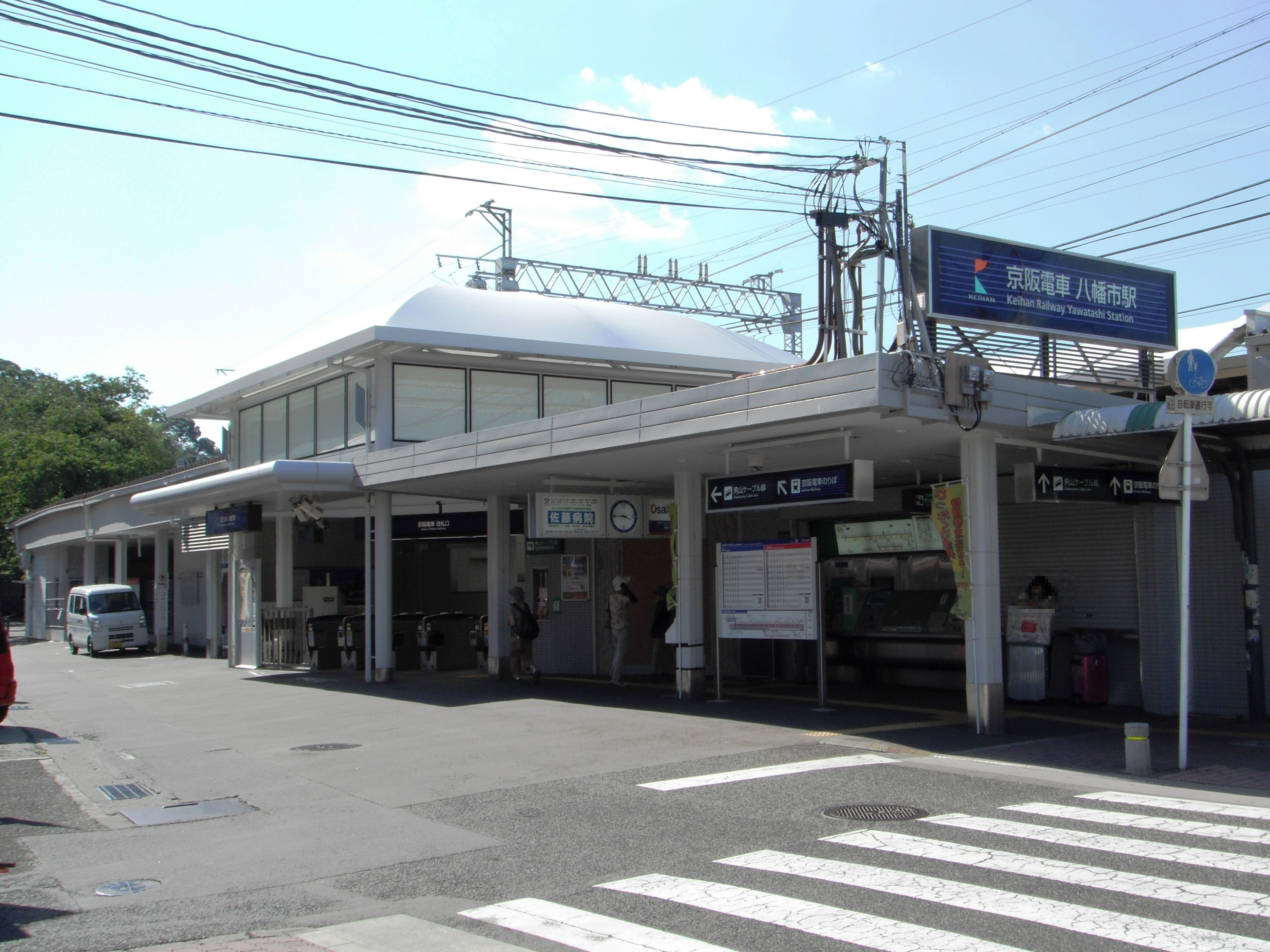
リニューアル工事完了後の駅舎（2012年8月）
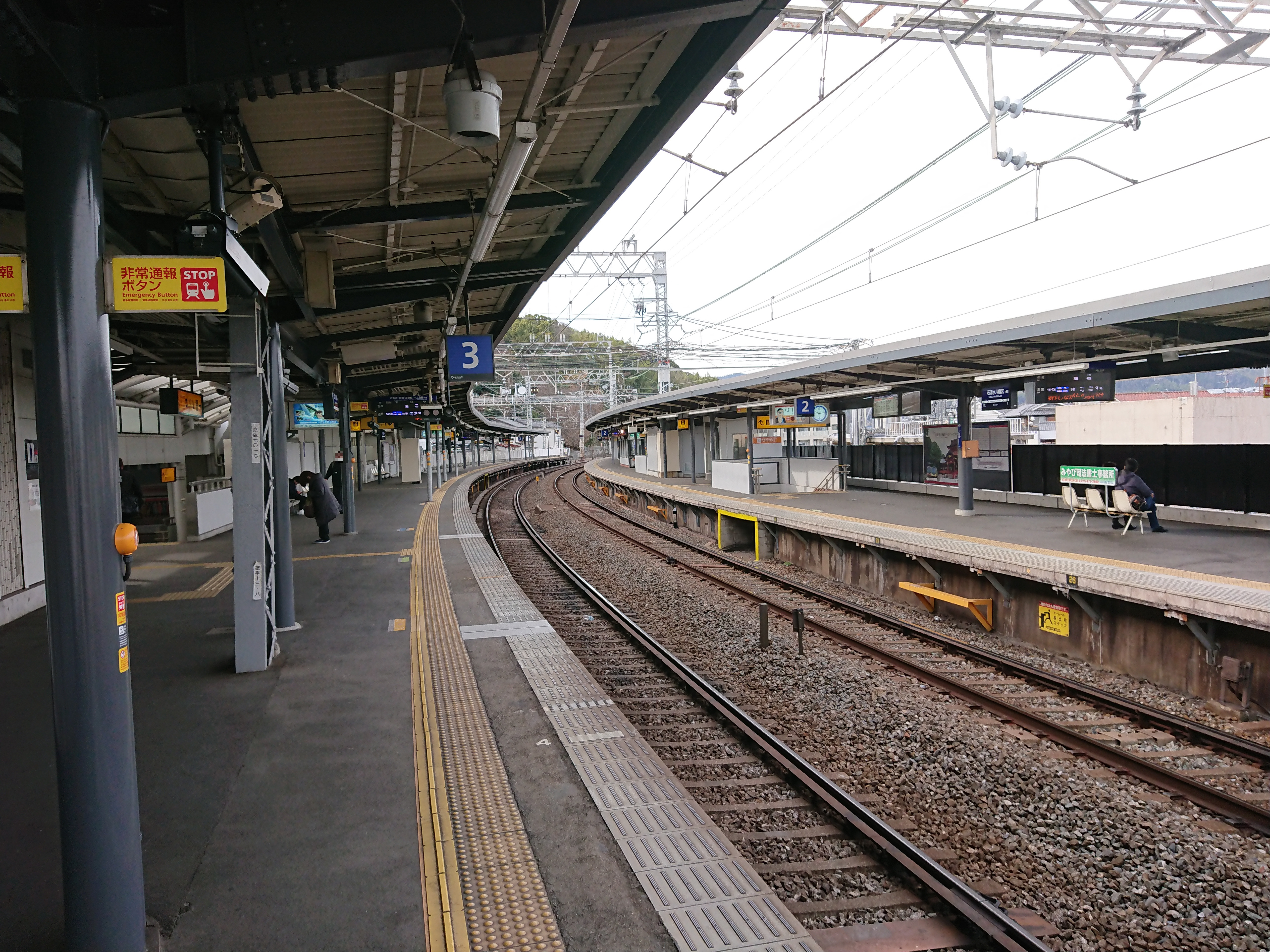
現在のホーム（2020年1月）
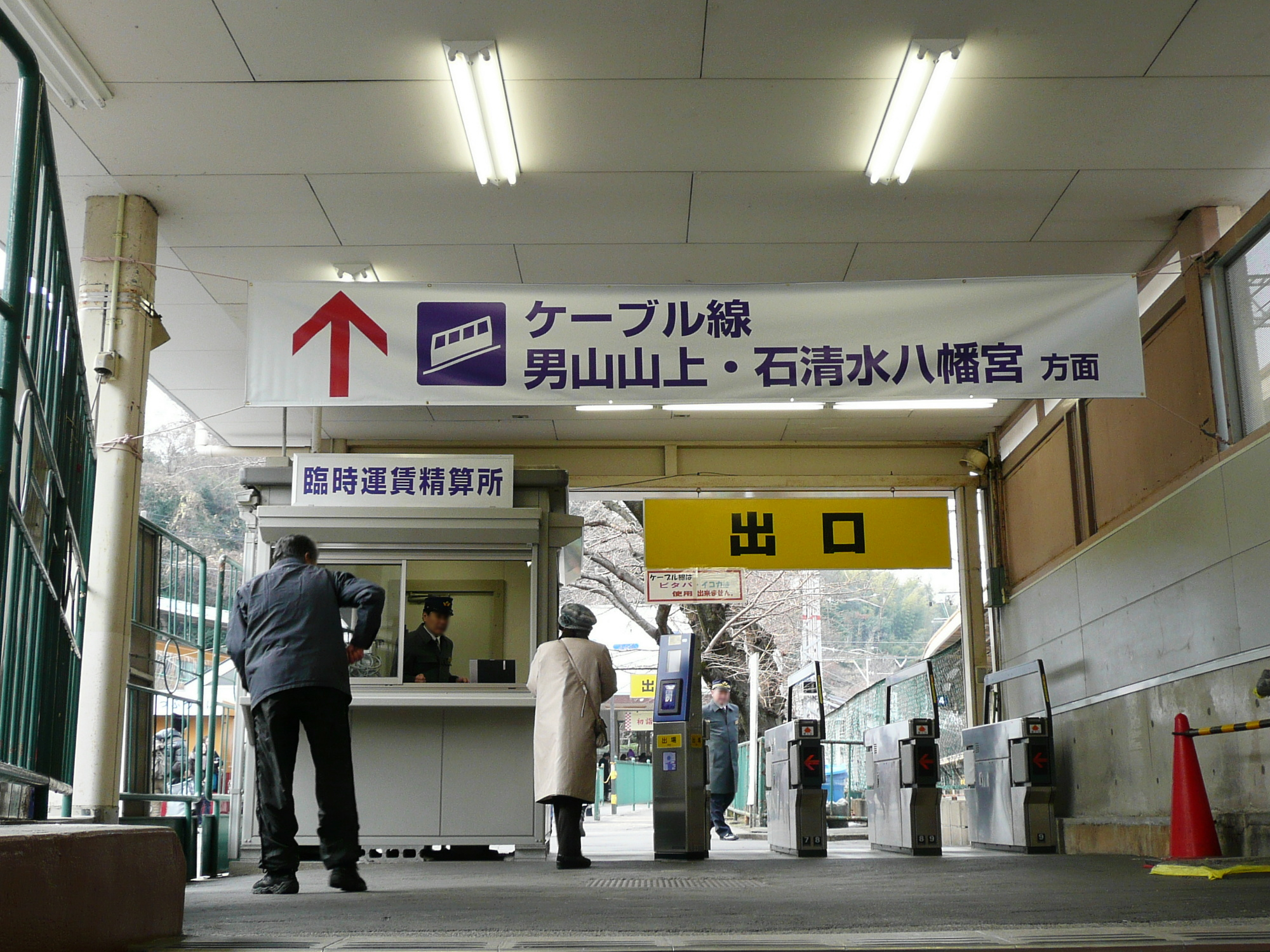
正月などで使う臨時出口（2008年2月）

### 鋼索線（ケーブル八幡宮口駅）
櫛型ホーム2面1線を持つ駅。ホームはそれぞれ乗車用、降車用となっているが、通常は乗車用の1面1線しか使われない。改札口は1ヶ所のみ。正月三が日などの混雑時は本線駅改札付近から鋼索線駅付近まで長蛇の列となり、降車用ホームも使用される。また、鋼索線の当駅付近には乗車待ちの客のための広いスペースがあるが、混雑時には鋼索客車と同じ塗り分けの仮設臨時出札口を設置して対応する。駅舎に併設して、トイレがある。

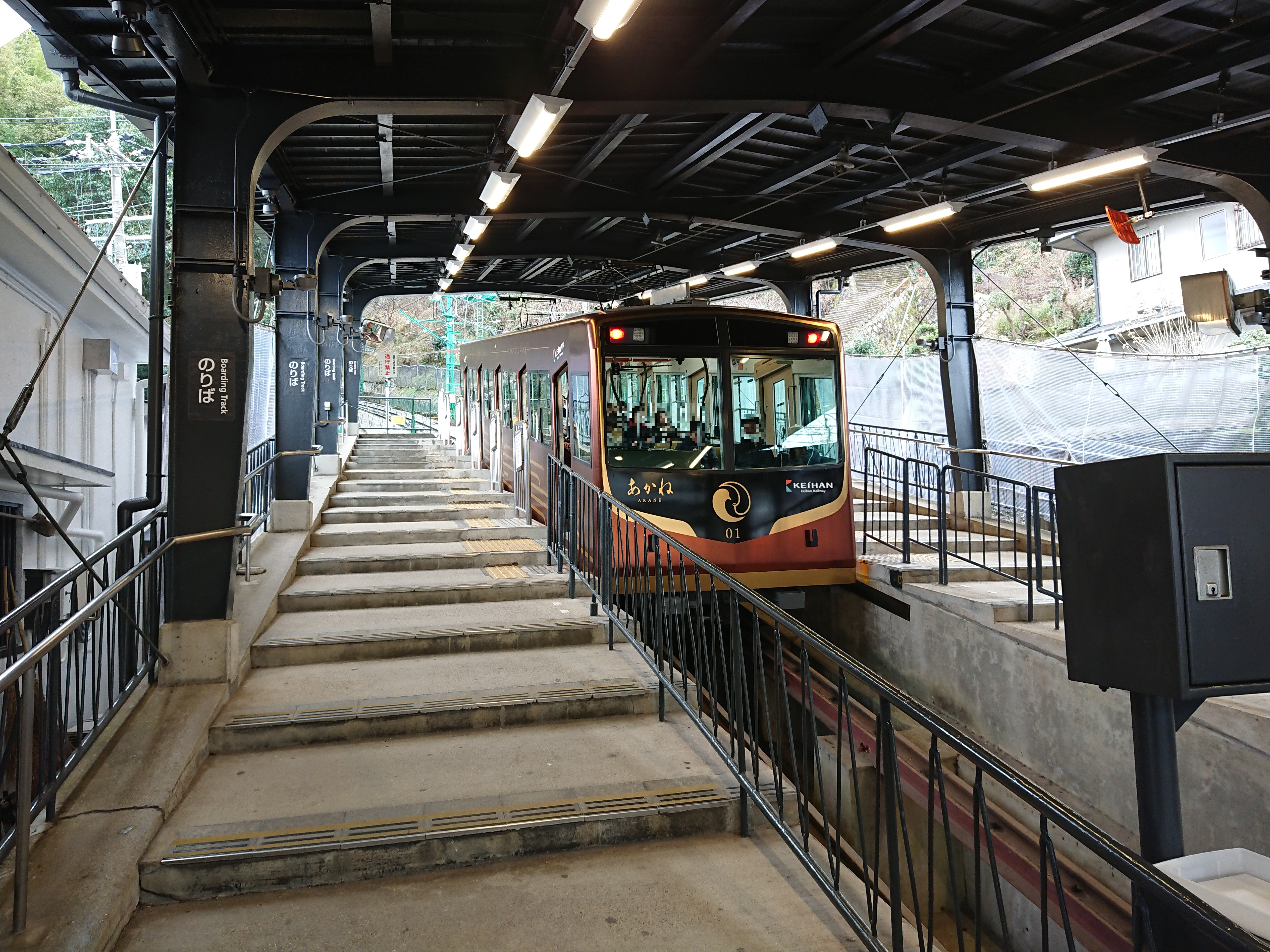
ケーブル八幡宮口駅ホーム（2020年1月）
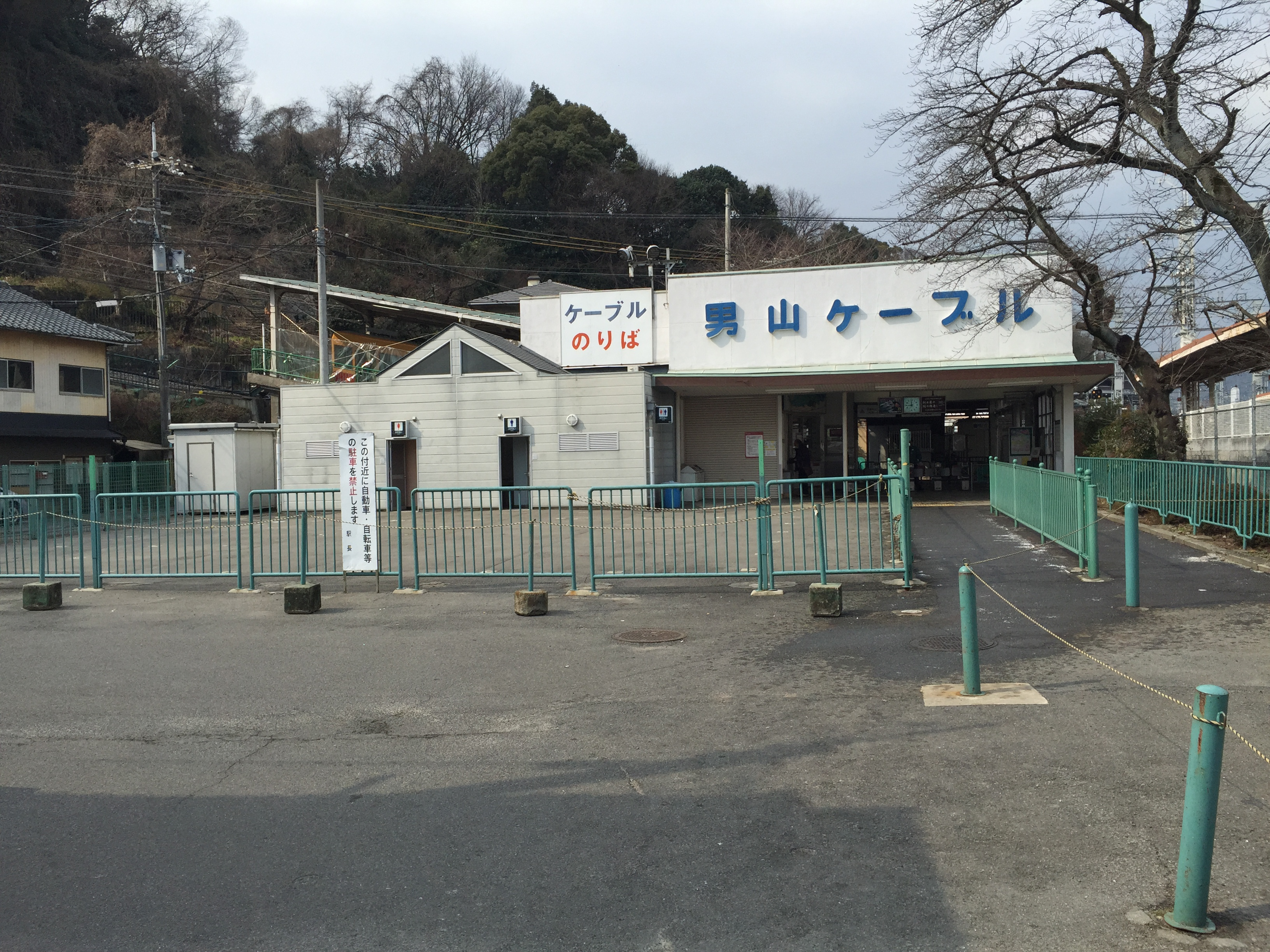
分離前の駅舎（2015年2月）

## 利用状況
2023年（令和5年）度のある特定日における1日乗降人員は7,632人である。
近年の利用客数の推移は下記の通り。
| 年度               | 特定日   | 特定日   | 1日平均 乗車人員 |
| 年度               | 調査日   | 乗降人員 | 1日平均 乗車人員 |
| ------------------ | -------- | -------- | ---------------- |
| 1990年（平成02年） | 11月06日 | 16,606   |                  |
| 1992年（平成04年） | 11月10日 | 17,422   |                  |
| 1995年（平成07年） | 11月21日 | 16,182   |                  |
| 1998年（平成10年） | 11月10日 | 14,848   |                  |
| 2000年（平成12年） | 11月07日 | 14,338   |                  |
| 2002年（平成14年） | 12月10日 | 13,268   |                  |
| 2003年（平成15年） | 10月28日 | 12,379   |                  |
| 2004年（平成16年） | 11月09日 | 12,072   |                  |
| 2005年（平成17年） | 11月08日 | 12,174   |                  |
| 2006年（平成18年） | 11月08日 | 11,030   | 5,756            |
| 2007年（平成19年） | 11月07日 | 11,475   | 5,694            |
| 2008年（平成20年） | 11月11日 | 10,752   | 5,622            |
| 2009年（平成21年） | 11月10日 | 10,045   | 5,162            |
| 2010年（平成22年） | 11月09日 | 9,884    | 5,090            |
| 2011年（平成23年） | 11月01日 | 9,668    | 4,934            |
| 2012年（平成24年） | 10月31日 | 9,251    | 4,923            |
| 2013年（平成25年） | 11月12日 | 9,280    |                  |
| 2014年（平成26年） | 11月11日 | 9,433    |                  |
| 2015年（平成27年） | 11月10日 | 9,272    |                  |
| 2016年（平成28年） | 11月08日 | 8,558    |                  |
| 2017年（平成29年） | 11月07日 | 9,455    |                  |
| 2018年（平成30年） | 11月06日 | 8,494    |                  |
| 2019年（令和元年） | 11月12日 | 9,036    |                  |
| 2020年（令和02年） | 11月10日 | 7,394    |                  |
| 2021年（令和03年） | 11月09日 | 6,882    |                  |
| 2022年（令和04年） | 11月08日 | 7,547    | 3,247            |
| 2023年（令和05年） | 11月08日 | 7,632    |                  |

## 駅周辺
駅北側を大谷川が流れる。そこから北へ離れた所を木津川が流れるが、それに沿って京都府道が通る。駅北側と駅南東側は民家が多いが、商店が点在する。航空事故殉難者を祀った飛行神社や映画「ぼくは明日、昨日のきみとデートする」のロケ地の1つとなった「たこ焼きいっちやん」はこちら側にあり、たこ焼き店には遠方からファンが訪れることもある。駅南側には男山（鳩ヶ峰）がそびえており、山上には石清水八幡宮がある。
- 石清水八幡宮駅前観光案内所（八幡市観光協会）
- 常昌院
- 飛行神社
- 京都府道・大阪府道13号京都守口線
- 京都府道22号八幡木津線
- 京都府道81号八幡宇治線
- 大阪府道・京都府道735号長尾八幡線
- 京都府道801号京都八幡木津自転車道線
- 木津川
- 大谷川

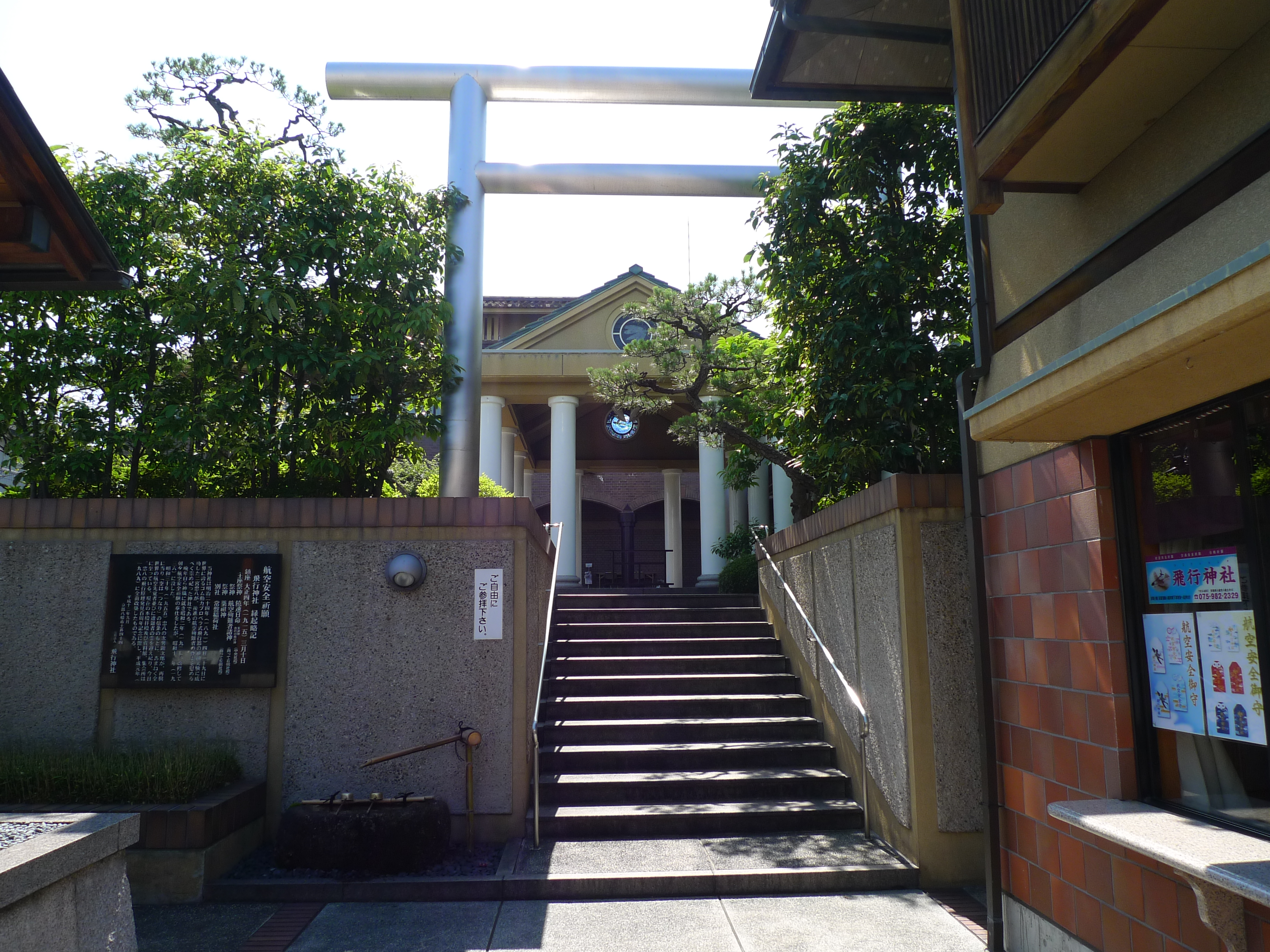
飛行神社（境内の方を眺める）
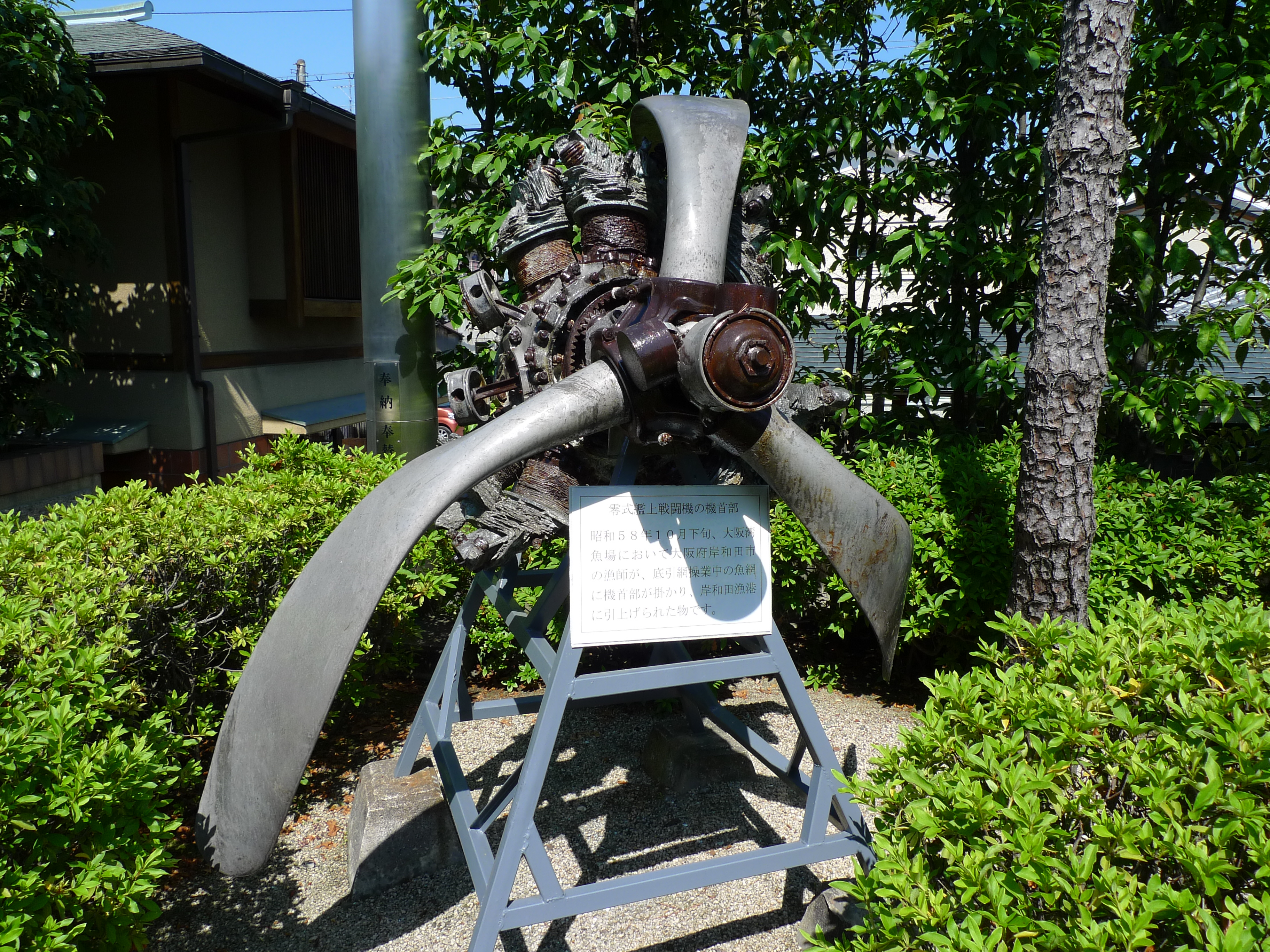
飛行神社（零式艦上戦闘機のプロペラ）
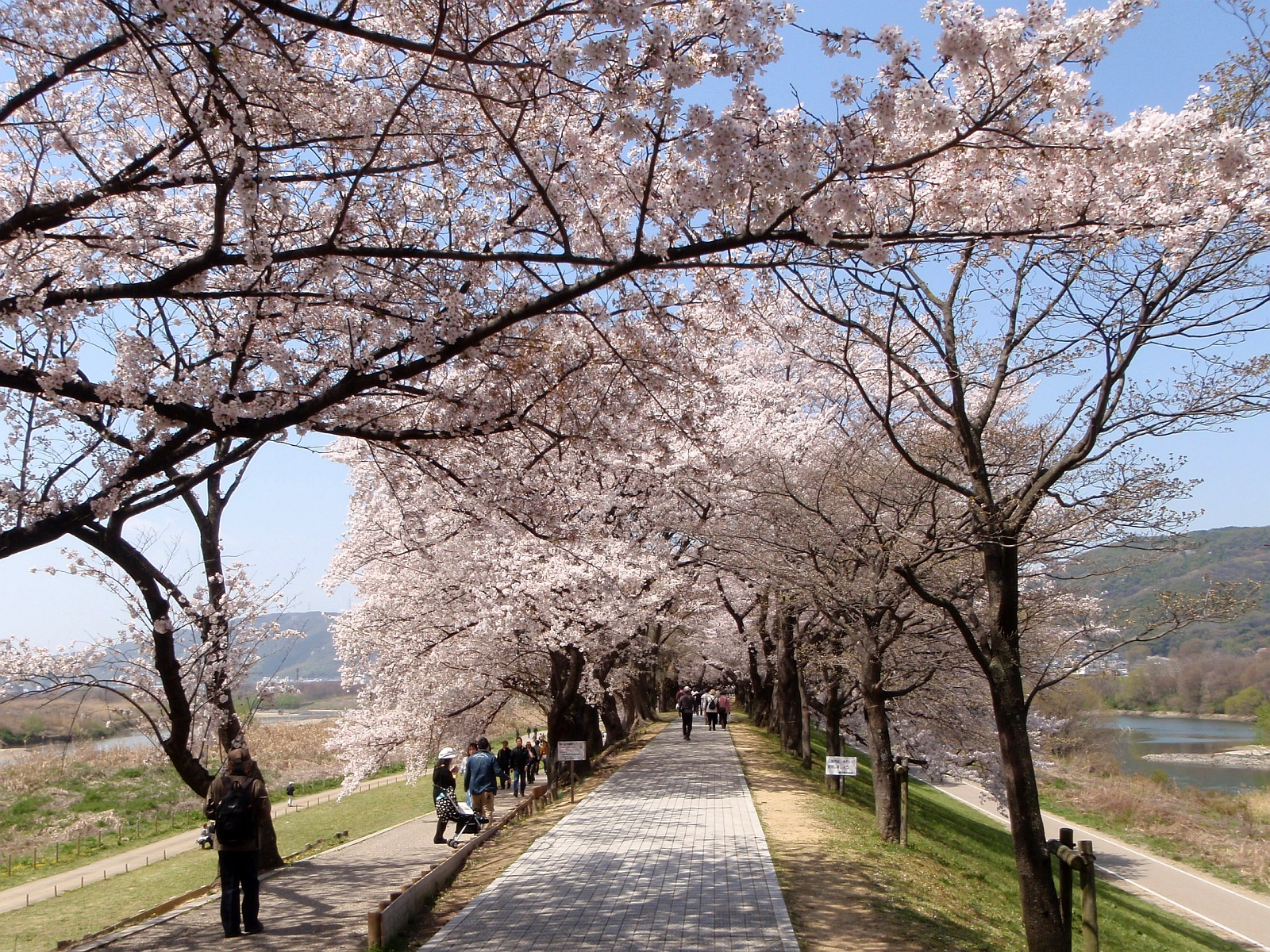
淀川河川公園（背割堤地区）の桜並木
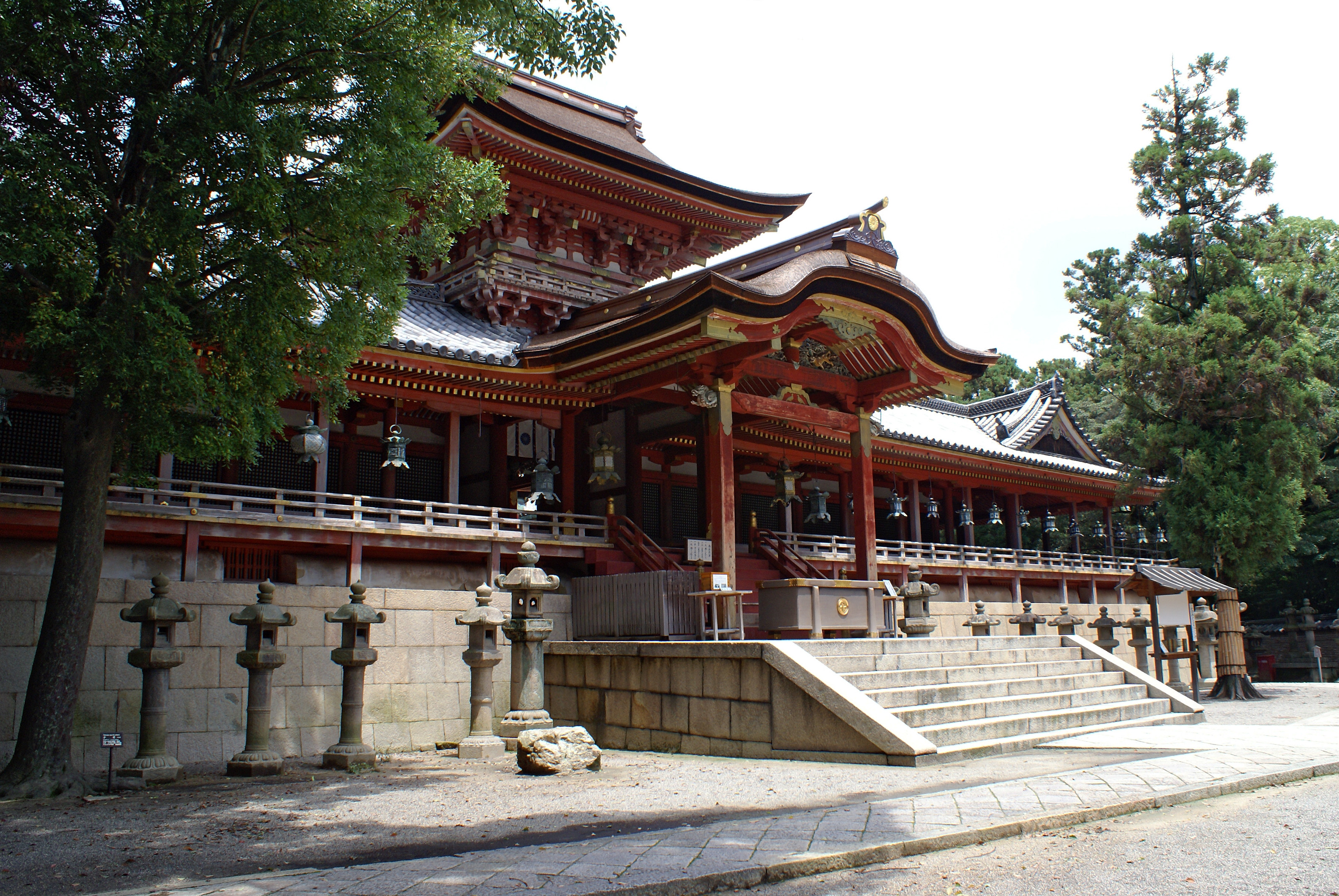
石清水八幡宮（※男山（鳩ヶ峰）山上にある八幡宮）

## バス路線
駅東側のロータリーに「石清水八幡宮駅」停留所があり、京阪バスの路線が発着する。同じ行き先で経路が異なる系統が混在する。
「共管」は男山営業所と京田辺営業所の共管を指す。
過去に京阪バスが運行していた路線の代替コミュニティバス（市の運行）も発着。
| のりば | 路線名     | 担当   | 系統・行先                | 備考                                         |
| ------ | ---------- | ------ | ------------------------- | -------------------------------------------- |
| 1      | 樟葉八幡線 | 男山   | 32号経路：樟葉駅          |                                              |
| 1      | 八幡田辺線 | 男山   | 77号経路：男山車庫        | 平日夜に2便のみ運行                          |
| 1      | 八幡田辺線 | 男山   | 78B号経路：男山車庫       | 本数わずか                                   |
| 2      | 八幡田辺線 | 京田辺 | 73号経路：八幡循環右回り  | 平日朝に1便のみ運行。詳細はこちら            |
| 2      | 八幡田辺線 | 男山   | 73A号経路：内里南         | 平日深夜に1便のみ運行                        |
| 2      | 八幡田辺線 | 共管   | 73C号経路：八幡循環左回り | 午後に少数のみ運行                           |
| 2      | 八幡田辺線 | 共管   | 74号経路：近鉄新田辺      | 朝と夕方以降のみ運行。内里経由               |
| 2      | 八幡田辺線 | 男山   | 74A号経路：京田辺市役所   | 平日・土曜の朝から夕方のみ運行。宝生苑経由   |
| 2      | 八幡田辺線 | 男山   | 74B号経路：京田辺市役所   | 休日の朝から夕方のみ運行。宝生苑は経由しない |
| 2      | 八幡田辺線 | 共管   | 75C号経路：近鉄新田辺     | 朝と夕方以降のみ運行。岩田南経由             |
| 2      | 八幡田辺線 | 共管   | 76号経路：岩田南          | 主に日中の運行                               |
| 2      | 八幡田辺線 | 共管   | 76B号経路：池嶋           | 平日の朝と夕方に1便ずつ運行                  |
| 2      | 八幡田辺線 | 京田辺 | 79号経路：三野            | 平日深夜に1便のみ運行                        |

## 隣の駅
京阪電気鉄道
京阪本線
■快速特急「洛楽」・□ライナー・■特急・■通勤快急・■快速急行
通過
■急行（下記以外）
樟葉駅 (KH24) - 石清水八幡宮駅 (KH26) - 中書島駅 (KH28)
■急行（淀駅始終着の列車）
樟葉駅 (KH24) - 石清水八幡宮駅 (KH26)  - 淀駅（京都競馬場）(KH27)
■通勤準急（平日下りのみ運転）・■準急・■普通
橋本駅 (KH25) - 石清水八幡宮駅 (KH26) - 淀駅（京都競馬場）(KH27)
鋼索線（石清水八幡宮参道ケーブル）
ケーブル八幡宮口駅 (KH80) - ケーブル八幡宮山上駅 (KH81)
- 括弧内は副駅名および駅番号を示す。